# Ascorhynchus birsteini
Ascorhynchus birsteini is een zeespin uit de familie Ascorhynchidae. De soort behoort tot het geslacht Ascorhynchus. Ascorhynchus birsteini werd in 1971 voor het eerst wetenschappelijk beschreven door Turpaeva. 